# Ninox variegata
Coruja-gavião-das-bismarck ou mocho-da-nova-irlanda (Ninox variegata) é uma espécie de ave estrigiforme pertencente à família Strigidae.